# Harald Steyrer

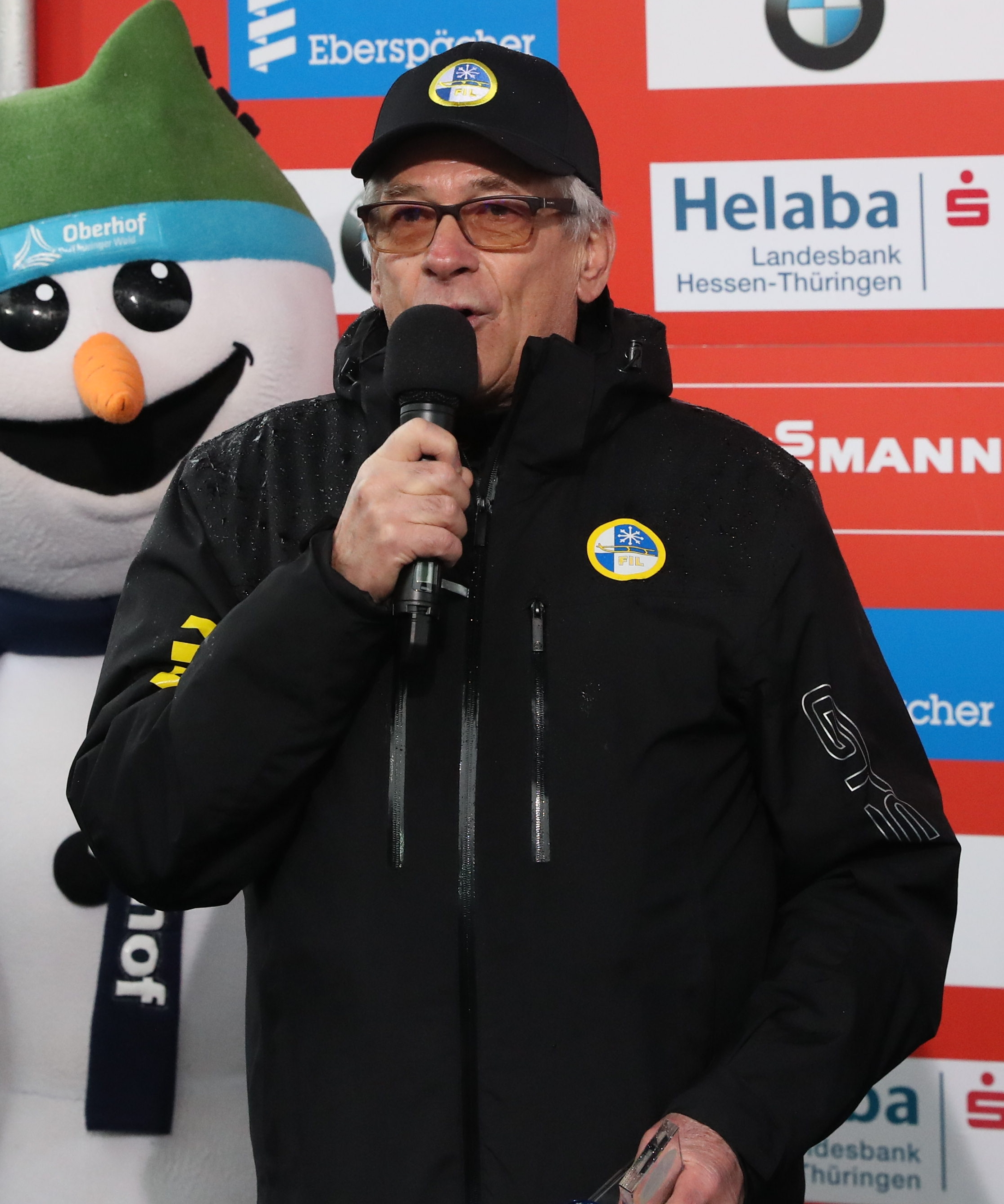
Harald Steyrer mit Maskottchen Flocke beim Rennrodel-Weltcup 2020 in Oberhof

Harald Steyrer (* 21. Juni 1953 in Reichenau an der Rax) ist ein ehemaliger österreichischer Naturbahnrodler und Rennrodelfunktionär. Von 1996 bis 2022 war er Vizepräsident Finanzen der Fédération Internationale de Luge de Course.

## Leben
Steyrer war aktiver Rodler auf der Naturbahn. Er absolvierte im Steuerberatungsbüro von Helmut Ganster seine Lehre zum Kaufmann und war für den Österreichischen Rodelverband in verschiedenen Funktionen tätig. Beim 45. Kongress des Internationalen Rennrodelverbands, 1996 im griechischen Archaia Olympia, wurde er – als Nachfolger seines 1995 verstorbenen Mentors Helmut Ganster – zum Vizepräsident Finanzen der Fédération Internationale de Luge de Course gewählt. Diesen Posten übte er bis 2022 aus, ehe er beim 70. Kongress des Internationalen Rennrodelverbands nicht mehr zur Wiederwahl antrat. Sein Nachfolger im Amt wurde Philipp Trattner. Am 18. Juni 2022 wurde Steyrer zum Ehrenmitglied der Fédération Internationale de Luge de Course ernannt und mit dem Ehrenzeichen in Gold mit Diamant ausgezeichnet.
Steyrer lebt in Prein an der Rax.

## Schriften
- mit Herbert Wurzer und Egon Theiner: 50 Jahre FIL 1957–2007. Die Historie des Internationalen Rennrodelverbandes. egoth Verlag, Wien 2007, ISBN 978-3-902480-46-0.